# Benoît Gargonne
Benoît Gargonne est un ingénieur du son et un monteur son français.

## Filmographie partielle
- 2002 : La Mentale de Manuel Boursinhac
- 2002 : Monsieur Batignole de Gérard Jugnot
- 2003 : Tais-toi ! de Francis Veber
- 2003 : Lovely Rita, sainte patronne des cas désespérés de Stéphane Clavier
- 2005 : Le Courage d'aimer de Claude Lelouch
- 2005 : Boudu de Gérard Jugnot
- 2008 : Passe-passe de Tonie Marshall
- 2010 : Blanc comme neige de Christophe Blanc
- 2010 : Potiche de François Ozon
- 2010 : Le Refuge de François Ozon
- 2011 : Le Dossier Toroto de Jean-Pierre Mocky
- 2012 : Dans la maison de François Ozon
- 2013 : Jeune et Jolie de François Ozon
- 2014 : Le Beau Monde de Julie Lopes-Curval
- 2015 : Je suis un soldat de Laurent Larivière
- 2016 : Frantz de François Ozon
- 2017 : La Douleur d'Emmanuel Finkiel
- 2017 : 7 Pardeh de Sepideh Farsi

## Distinctions

### Nominations
- César 2017 : César du meilleur son pour Frantz